# 斎藤タカヤ
斎藤タカヤ、Takaya Saito（さいとう タカヤ、斎藤崇也、1972年 - ）は、日本のキーボーディスト、音楽プロデューサー、作曲家、編曲家、リミキサー。東京都出身。

## 人物・来歴
- 東京・新宿に生まれる。
- 5歳頃に自発的にピアノを弾き始め、約10年間クラシックのレッスンを受ける。
- 東京外国語大学フランス語学科に入学。自他共に認める音声言語学マニア。
- 大学卒業後、プロとしてのキャリアをスタートし、 様々なバンドやセッション、レコーディングに参加。キューバやプエルトリコなどカリブ海諸国の民族音楽やサルサなどのラテン音楽を本格的に演奏できるエキスパートとして認知されるようになる。
- 2001年、日本のキューバンコンテンポラリーサルサバンド「Grupo Chevere」にキーボーディストとして加入。
- メンバーとして在籍していたいくつかのバンドでキューバに4回渡航し、音楽フェスなどに出演。その他、メキシコ・NYCなどにも渡航し、各地のミュージシャンと交流する。
- 劇団四季のミュージカル「ライオンキング」のオーケストラにキーボード奏者として参加。
- 村上”ポンタ”秀一の率いるジャズ/ファンクバンドに加入。ソウル系ボーカリストのバックバンドとして各所でライブを重ねる。
- 2007年、「オルケスタ・デ・ラ・ルス」にピアニスト/コーラスとして加入[1]。
- 伊藤寛康(bs)とduoユニット「Project Duo」を結成。2014年に1stアルバム「Project Duo」をリリース。
- 奈奈カンタリーナ(vo)とduoユニット「Dos Latidos」を結成。2016年に1stアルバム「Dos Latidos」をリリース。
- 2017年ごろから、ニュージャズ系ミクスチュアユニット「THE DOOOD」を quasimodeの松岡”matzz”高廣(perc)と共に主宰し、2018年、自身作曲のオリジナル3曲をデジタルEPとして先行リリース。   2019年には全曲オリジナルの1stアルバム「DOOODISM」をリリースする。
- 2018年に制作を開始した、ジャズシンガー田辺美輪のデビューアルバム「The Sky」をプロデュースする（全曲アレンジ・演奏）。その後、プロデューサーとしての作・編曲中心の活動を本格化する。

## ディスコグラフィ

### Project Duo名義
- Project Duo（2014年）
- Reaccion[2]（2019年）

### Dos Latidos名義
- Dos Latidos（2016年）
- Desayuno Listo[3]（2020年）

### THE DOOOD名義
- DOOODISM[4]（2019年）

## 主なプロデュース／アレンジ／楽曲提供／録音参加作品
2002年
- Grupo Chevere「CheveRelax」

2007年
- Grupo Chevere「CheveRenacer」

2008年
- NHKみんなのうた「昆虫ニンジャ」
- Mina Martinez「Minita」
- オルケスタ・デ・ラ・ルス「Caliente」

2009年
- オルケスタ・デ・ラ・ルス「サルサ食堂 Salsa Comedor」「Ron Viejo」

2010年
- オルケスタ・デ・ラ・ルス「Very best of」

2012年
- Grupo Chevere「Cheverismo」

2014年
- V.A.「The Art Of McCartney」（井上陽水）
- 松平健「マツケンサンバ4 〜情熱のサルサ〜」（オルケスタ・デ・ラ・ルス）

2015年
- オルケスタ・デ・ラ・ルス「Billboard Live 2015」
- 井上陽水「United Cover 2」

2018年
- V.A.「大滝詠一作品集Vol.3 夢で逢えたら」（サルサ5）
- 物部彩花「心レター」

2019年
- オルケスタ・デ・ラ・ルス「Gracias Salseros」
- 田辺美輪「The Sky」[5]
- V.A.「井上陽水トリビュート」（オルケスタ・デ・ラ・ルス）

2020年
- sio’n「links」[6]